# Kateb al Shammary
Kateb al Shammary är en saudiarabisk advokat som bland annat försvarat flera personer som USA tagit till fånga och placerat på fångbasen Camp Delta i Guantánamobasen, Kuba. En av hans klienter är Abdul Salam Gaithan Mureef Al Shehry, som bara var 15 år då han tillfångatogs. 